# Ceroxylon parvifrons
Espèce
Synonymes
- Ceroxylon latisectum   Burret
- Ceroxylon mooreanum   Galeano & R.Bernal
- Klopstockia parvifrons  Engel[1]

Ceroxylon parvifrons est une espèce de plante phanérogame appartenant à la famille Arecaceae. Il est originaire du Venezuela (Mérida, Táchira) et de la Colombie à l'Équateur, ainsi qu'au Pérou et en Bolivie, on le trouve dans la Cordillère des Andes à une altitude de 1900-3200 mètres.

## Description
Ceroxylon parvifrons a un stipe solitaire atteignant 15 m, de  15–35 cm de diamètre de tronc, de couleur grise à blanche avec les cicatrices plus sombres des anciennes feuilles. Les feuilles pennées font de 2 à 4 m de long, avec 70-85 pinnules de chaque côté, insérées régulièrement sur un même plan, rigides et horizontales ; sur la partie centrale ces folioles font 50 cm de long et 4–5 cm de large, avec une couleur marron clair à blanc et un revêtement cireux. Les inflorescences courbes à pendulaires, de 2 m de long, sont ramifiées 2-3 fois. Les fruits sont globuleux à oblongs, de 15–25 mm de diamètre, lisses, de couleur orange-rouge.

## Taxonomie
Ceroxylon parvifrons a été décrit par Engel et H.wendl.. Publié par H. Wendland dans Les Palmiers 239. en 1878. Mais avant cela par Franz Engel en 1865 dans Palmae novae columbianae .
Étymologie
Ceroxylon : Nom générique composé des mots grecs: kèròs = "cire" et xγlon = "bois", en référence à l'importante cire blanche qui se trouve sur les troncs .
parvifrons : Épithète spécifique latine
Synonymie
- Ceroxylon latisectum Burret
- Ceroxylon mooreanum Galeano & R.bernal
- Ceroxylon sclerophyllum Dugand
- Klopstockia parvifrons Engel[6],[7].

## Nom commun
- palmier bouquet, palmier royal (Colombie), palmier de cire (Venezuela)[8].